# Lodewijk van Blois
Lodewijk van Blois (Donstiennes, 1506- Liessies, 1566) també conegut pel seu nom llatí Ludovicus Blosius. Monjo i abat de l'orde de Sant Benet, reformador i escriptor espiritual vinculat a la tradició mística renano-flamenca.

## Vida
Lodewijk van Blois va néixer als Països Baixos del sud. Fill d'una família aristocràtica, ser patge i amic del futur emperador Carles V d'Alemanya. Va entrar a l'orde de sant Benet als catorze anys. L'any 1530 fou nomenat abat del monestir de Liessies. Malgrat les pressions de l'emperador per tal que se li concedís l'arquebisbat de Cambrai va restar en el seu monestir, on va restablir la regla de sant Benet, dedicat a la composició d'obres devocionals.

## Obra
Com a mestre de vida espiritual destaca per la seva claredat i pel seu caràcter pràctic, més que per ser un teòleg sistemàtic. S'inspira en la Sagrada Escriptura, en sant Agustí, sant Gregori i sant Benet. Blosius va escriure la seva obra en llatí, però va ser traduït a la majoria de llengües europees i va exercir una gran influència. La primera etapa de la seva obra està molt encaminada a la reforma de la vida monàstica. Les obres posteriors, no pensades exclusivament per als monjos, estan dedicades al desenvolupament de la vida interior. Els seus texts més coneguts són:
Speculum Monachorum.
Canon seu Regula vitae spiritualis.
Enchiridion parvulorum.
Institutio spiritualis.
Consolatio Pusillanimium
Sacellun Animae Fidelis
A finals del segle xviii, Josep de Calassanç Padró, monjo de Montserrat va fer una versió catalana d'una obra de pietat de Blosius dirigida a un públic general.